# ショレ・アグロ・ツール
ショレ・アグロ・ツール（Cholet Agglo Tour）は、例年3月中旬、フランス、ペイ・ド・ラ・ロワール地域圏で開催される、自転車競技、ロードレースのワンデイレースでUCIヨーロッパツアー1.1カテゴリに分類される。1978年から続き、メーヌ＝エ＝ロワール県de:Département of Maine-et-のフランスの町ショレ周辺で開催される。

## 概要
レース名は1978年から1987年までグラン・プリ・ド・モレオン＝ムラン（フランス語: Grand Prix de Mauléon-Moulins）、1988年及び1989年はグラン・プリ・ド・ショレ＝モレオン＝ムラン（仏: Grand Prix de Cholet-Mauléon-Moulins）、その後は1990年から2007年までグラン・プリ・ド・ショレ＝ペイ・ド・ロワーヌ（仏: Grand Prix de Cholet - Pays de Loire＝通称「ショレ大賞」）、2024年までショレ＝ペイ・ド・ラ・ロワール（仏: Cholet-Pays de la Loire＝通称「ショレ・ペイ・ロワール大賞」）とそれぞれ20年近く称したのち、2024年より現在の名称「ショレ・アグロ・ツール」となっている。 

## 歴代優勝者
| 年   | 優勝者                       |
| ---- | ---------------------------- |
| 1978 | ジャック・ボシス             |
| 1979 | ピエール・バゾ               |
| 1980 | ロジェ・ルジェイ             |
| 1981 | ロジェ・ルジェイ             |
| 1982 | ピエール・バゾ               |
| 1983 | エリック・ダッラルメリーナ   |
| 1984 | パスカル・ポワソン           |
| 1985 | マルク・マディオ             |
| 1986 | ドミニク・ルクロク           |
| 1987 | フレデリック・ガルニエ       |
| 1988 | パトリック・オノックス       |
| 1989 | フランク・ブカンヴィユ       |
| 1990 | キム・アンダーセン           |
| 1991 | サミー・モレールス           |
| 1992 | ローラン・デビアン           |
| 1993 | マルク・ブイヨン             |
| 1994 | ローラン・マドゥアス         |
| 1995 | フランク・ファンデンブルック |
| 1996 | ステファヌ・ウロ             |
| 1997 | ヤーン・キルシプー           |
| 1998 | ヤーン・キルシプー           |
| 1999 | ヤーン・キルシプー           |
| 2000 | イェンス・フォイクト         |

| 年   | 優勝者                     |
| ---- | -------------------------- |
| 2001 | フローラン・ブラール       |
| 2002 | ジミー・カスペール         |
| 2003 | クリストフ・マンガン       |
| 2004 | ベルト・デ・ワール         |
| 2005 | ピエリック・フェドリゴ     |
| 2006 | クリス・サットン           |
| 2007 | ステファヌ・オジェ         |
| 2008 | ヤネク・トムバク           |
| 2009 | フアン・ホセ・アエド       |
| 2010 | レオナルド・ドゥケ         |
| 2011 | トマ・ヴォクレール         |
| 2012 | アルノー・デマル           |
| 2013 | ダミアン・ゴダン           |
| 2014 | トム・ファン・アスブルック |
| 2015 | ピエリック・フェドリゴ     |
| 2016 | ルディ・バルビエ           |
| 2017 | 未開催                     |
| 2018 | トマ・ブダ                 |
| 2019 | マルク・サロー             |
| 2020 | 未開催                     |
| 2021 | エリア・ヴィヴィアーニ     |
| 2022 | マルク・サロー             |
| 2023 | ローレンス・ピシー         |

| 年   | 優勝者             |
| ---- | ------------------ |
| 2024 | ポール・ラペラ     |
| 2025 | ルカシュ・クビシュ |